# FOXP2
Het box forkhead proteïne P2 (FOXP2) is een transcriptiefactor en behoort tot de groep van forkhead-box-eiwitten. Naar aanleiding van een onderzoek in de periode 1990-1998 naar een Londense familie, waarvan leden aan een zware spraakstoornis leden, werd het FOXP2 voor het eerst ontdekt. Het is nu bekend dat FOXP2 in taalverwerving, met inbegrip van grammaticale vaardigheden, een belangrijke rol speelt.
Het FOXP2-gen staat bekend als het zogenaamde taalgen. Vele andere gewervelde dieren bezitten dit gen ook, en zelfs bij deze speelt het FOXP2-gen een rol bij de verbale communicatie. Na verwijdering van het gen of door mutatie in mensen ontwikkelt zich een pleiotroop effect. Dit betekent dat verschillende fenotypische eigenschappen wijzigen.

## Ontdekking

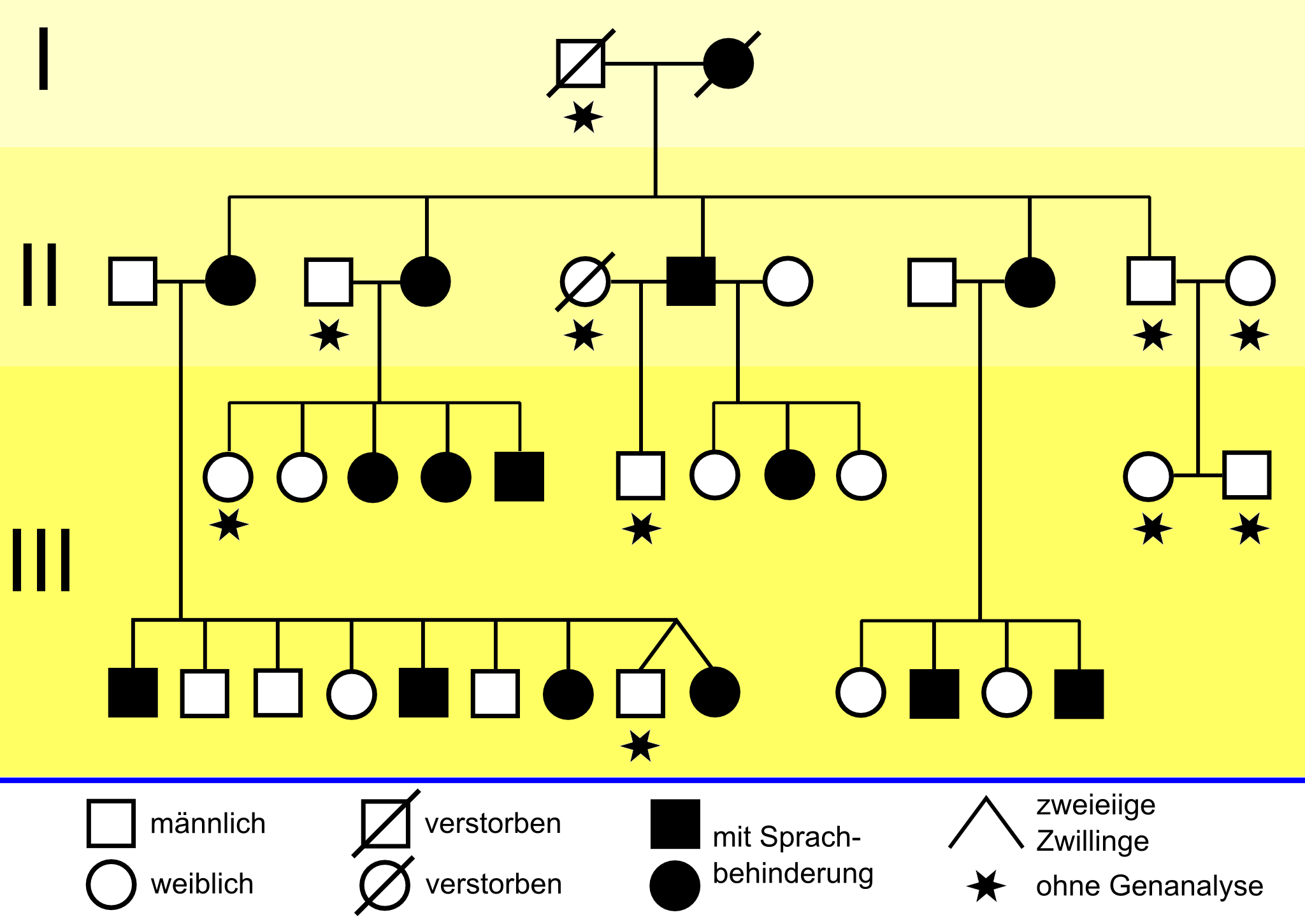
KE-familiestamboom 01

Het FOXP2-gen werd per toeval ontdekt. Gedurende de jaren 1990 onderzochten wetenschappers een familie wonende in Zuid-Londen, waarvan ongeveer de helft van de 30 familieleden amper kon praten.
Ze waren niet goed in staat om grammatica te verwerken en complexe zinnen met tangconstructies te begrijpen of te construeren. Bovendien waren hun aangezichtsspieren niet goed ontwikkeld, zowel de spieren die mensen normaliter gebruiken voor spraak als spieren die daar niets mee te maken hebben. Hun IQ – zowel verbaal als non-verbaal – lag tussen de tachtig en de negentig. Daarnaast wijkt hun hersenstructuur wat betreft de centra van Broca en Wernicke en de ongelijkheid van de linker- en rechterlichaamshelft (lateraliteit) af van de gezonde familieleden. In de wetenschappelijke literatuur wordt deze groep als KE-familie beschreven.

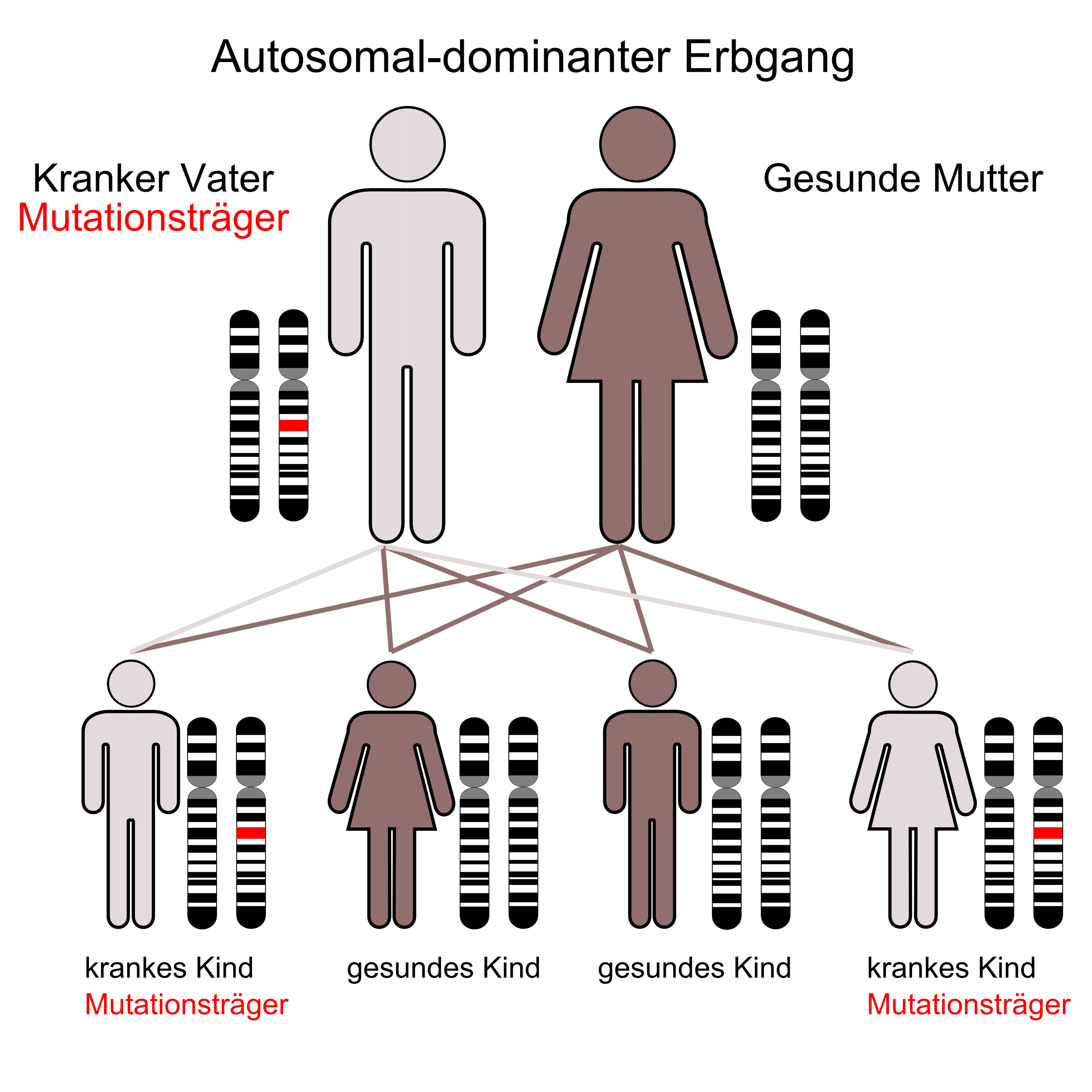
De autosomale dominante overerving (50% kans op het krijgen van de afwijking)

Op grond van het feit dat de helft van de familieleden, zowel mannen als vrouwen, de afwijking hadden, bestond het vermoeden dat er waarschijnlijk een genetische basis was voor deze stoornis, meer bepaald dat een autosomaal-dominant monogenetische afwijking aan de basis lag van de afwijking. Dit vermoeden werd in 1998 bevestigd. In dat jaar ontdekte de geneticus Anthony Monaco van de universiteit van Oxford (Institute of Child Health) met zijn team op het chromosoom 7 een stukje - 7q31 genoemd -, dat verband hield met de taalproblemen van deze familie. Daar troffen de wetenschappers een puntmutatie in één gen aan. In het bijna 280.000 basenparen lange FOXP2-gen zijn er mutaties of veranderingen in de sequentie van aminozuren opgetreden, waarbij arginine op een gegeven moment vervangen werd door histidine. Een Britse jongen (patiënt CS), die nagenoeg dezelfde spraakafwijking had, leverde een verder bewijs. Bij de jongen was een zichtbaar defect te zien op het chromosoom 7, daar waar het FOXP2-gen vermoed werd.
De mutatie van het gen FOXP2 is blijkbaar de eerste keer opgetreden bij de grootmoeder van de familie. Haar taalproblemen waren zo groot, dat haar man haar bijna niet kon verstaan. Alle drie dochters en een van haar twee zonen hadden eveneens taalproblemen. Van de 24 kleinkinderen, vertoonden tien dezelfde symptomen. De andere leden van de familie hadden geen problemen met de communicatie.

## FOXP2-gen

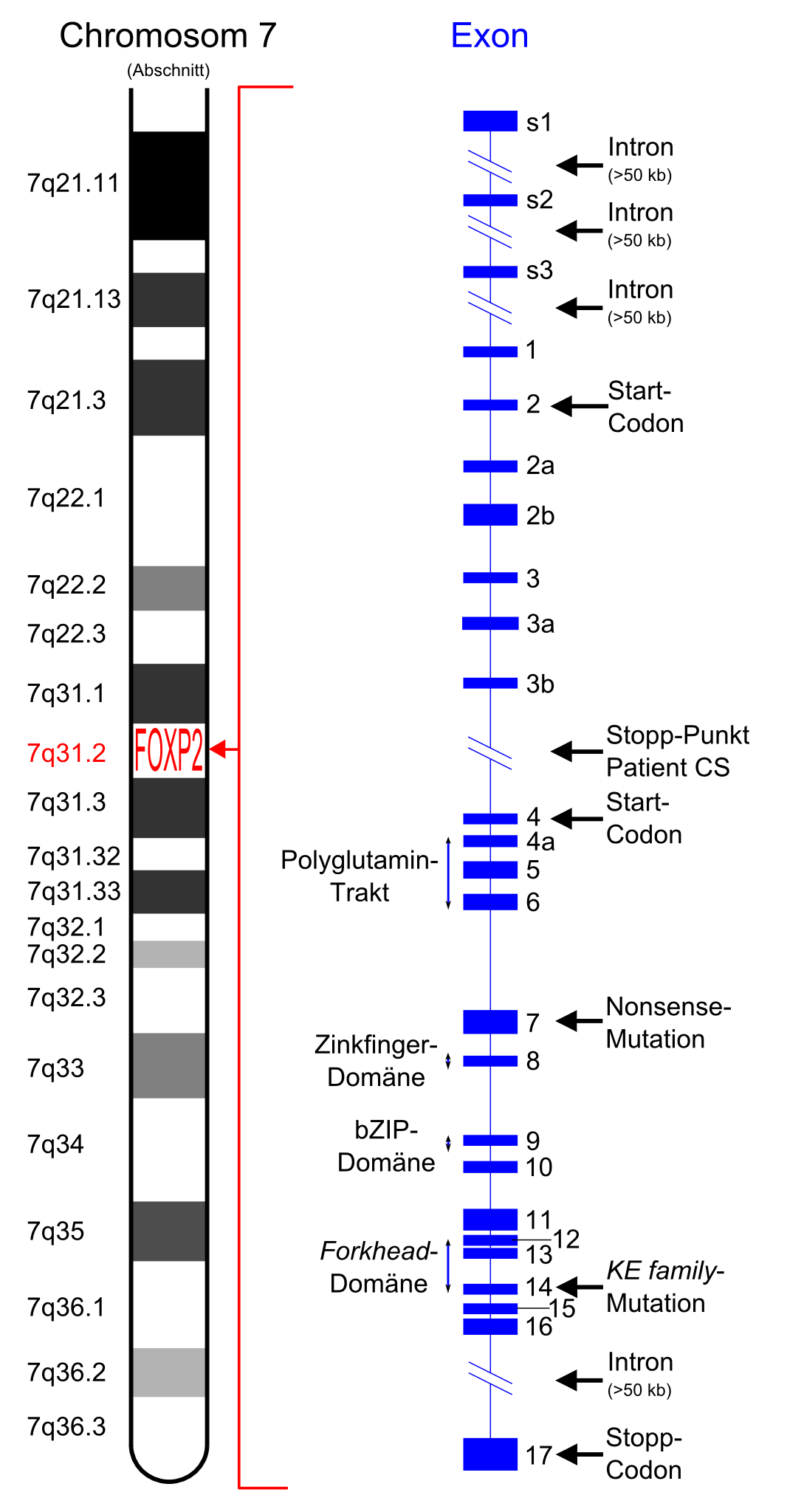
Ideogram van het FOXP2-gen. Het bevindt zich op de q-arm (het lange gedeelte) van het chromosoom 7. Rechts in het blauw gekleurd zijn de 17 Exons van FOXP2 te zien

De naam FOXP2 zit als volgt in elkaar.
- Fo – het is een gen uit de genfamilie fork he. Deze is geïdentificeerd aan de hand van de mutant fork head in Drosophila melanogaster, de bananenvlieg. Elk FO-gen kenmerkt zich door een terugkerend motief van 110 aminozuren ergens in de sequentie
- x – de FO-genfamilie bestaat uit transcriptiefactoren, die gekenmerkt worden door een forkhead-box van een 110 aminozuren
- P – het is de P-subfamilie: Fox heeft subfamilies A tot en met R, zo te zien ooit ontstaan door genduplicatie
- 2 – de P-subfamilie omvat vier genen, te weten FOXP1 tot en met FOXP4

Het FOXP2-gen is een regulatief gen dat uit twee delen bestaat:
- een eerste stuk codeert voor een polyglutamineketen die actief is in een embryo bij de formatie van de hersenen
- een tweede stuk bevat een Forkhead-DNA-bindingdomein. Daar het in staat is langs de eiwitten waar het voor codeert terug te keren naar de DNA-helix, werkt een deel van het gen op een regulatieve manier. Hier kan het andere genen aan- of uitschakelen. Het kan daardoor de werking van deze andere genen beïnvloeden wat op zijn beurt een effect kan hebben op de ontwikkeling van een persoon

Taal lijkt een uniek menselijke capaciteit te zijn. Het FOXP2-gen is echter niet uitsluitend bij mensen te vinden: het FOXP2-gen is een zeer oud gen dat ook zeer weinig mutaties heeft ondergaan die veranderingen in de aminozuursequentie tot gevolg hebben. De muis en mens hebben zich ca. 70 miljoen jaar geleden evolutionair gezien van elkaar afgesplitst. Het FOXP2-gen van de mens en de muis verschilt in één aminozuursequentie. Het FOXP2-gen vormt dan ook tot de 5% meest onveranderde genen. Binnen de menselijke lijn heeft het FOXP2-gen twee mutaties in aminozuursequenties gekend. Deze genetische veranderingen hebben zich binnen de menselijke populatie gestabiliseerd. Deze stabilisatie zou zich 200 000 jaar geleden in de tijd hebben plaatsgevonden en dit komt overeen met het verschijnen van de anatomisch moderne mens.
Het FOXP2 dient niet alleen maar voor de ontwikkeling van de taal bij de mens. FOXP2, dat tot de zogenaamde regulatieve genen behoort, speelt verder een rol in de coördinatie tussen de zintuigen en de spieren. Het is mede verantwoordelijk voor de coördinatie tussen de oren en de spieren voor geluid. FOXP2 is nodig voor het leren van het maken van belangrijke geluiden, als alarm bij muizen, zang bij vogels, spraak bij mensen, en echolocatie bij vleermuizen. Vleermuizen moeten echolocatie leren, van hun ouders: net als vogelzang en mensenspraak. Het wordt ook geactiveerd tijdens de ontwikkeling van het hart, de longen en de darmen.

## Opbouw FOXP2-gen
Het aantal basenparen van het FOXP2-gen, dat in het chromosoom 7 voorkomt, wordt geschat op ten minste 280.000 basenparen. Andere publicaties uit 2007 denken eerder aan 603.000 basenparen.
Een groot aantal basenparen zijn introns. Slechts 17 exons zijn gelokaliseerd, die verantwoordelijk zijn voor de proteïnecodering. Het aandeel van 2145 coderende t.o.v. het totaal aantal aan basenparen (280.000) is met ca. 0,6%, erg laag, maar niet uitzonderlijk. In het algemeen varieert de verhouding tussen tussen introns en exons van gen tot gen sterk. Er zijn een aantal genen zonder introns, terwijl andere uit meer dan 95% uit introns bestaan.

## Opbouw van het FOXP2-eiwit

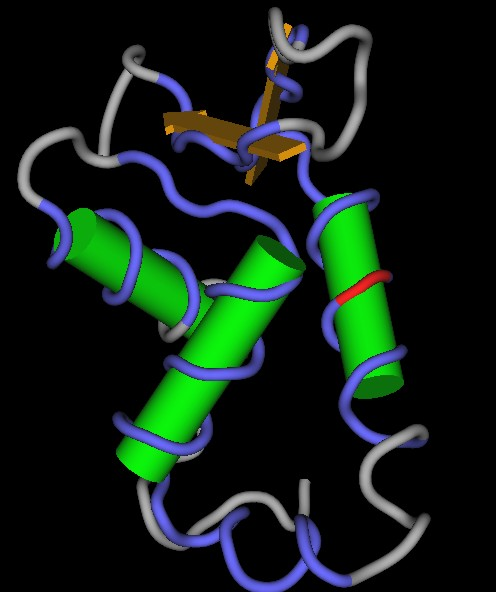
Het FOXP2-eiwit

Het eiwit waarvoor het FOXP2-gen codeert, bestaat uit 715 aminozuren. Het FOXP2-eiwit is verdeeld in vier hoofdgebieden:
- een aan polyglutamine rijk gebied, dat uit twee aangrenzende polyglutamineregio's bestaat en zich samenstelt uit door elkaar herhalende CAG- en CAA-sequenties
- een zinkvinger-domein
- een bZIP-domein (Leucine-Zipper)[15]
- een forkhead-domein, dat gevormd wordt uit de aminozuren 508 tot en met 584[16]

De Forkhead-bereik bindt zich aan het DNA. De zinkvinger- en bZIP-domein zijn belangrijk voor het eiwit-eiwitsamenspel en de binding met het DNA.

## Functie van het FOXP2-gen
Als transcriptiefactor regelt het FOXP2-eiwit bij de mens ongeveer 1000 andere genen, waarover niet veel bekend is. Zo is in vitro, maar niet in vivo, aangetoond, dat tussen het FOXP2-gen en het CNTNAP2-gen een genetische verbinding bestaat. Daarentegen bestaat er over de gevolgen van het falen van FOXP2 gegronde kennis.
Al in het embryo wordt het FOXP2-eiwit gevonden. Het wordt vooral daar aangetroffen waar de kleine hersenen (cerebellum), de thalamus en de basale ganglia zich ontwikkelen. De kleine hersenen en de basale ganglia spelen in het leren van complexe motorische vaardigheden een belangrijke rol. Spreken is een vaardigheid bestaande uit complexe motorische vaardigheden, die de mens met moeite moet leren.

### Spraak- en taalstoornissen
Het FOXP2-gen speelt in de ontwikkeling van psycholinguïstiek en taalvaardigheden een centrale rol. Mutaties in het gen en een daarmee samenhangend het functieverlies van het eiwit veroorzaken een specifieke taalstoornis en spraakstoornissen bij mensen, met name in de articulatie en taalbegrip. Een aantal bekende spraakaandoeningen kan een bepaald gebied van het FOXP2-gen op het chromosoom 7 toegewezen worden.

### Schizofrenie
Spraakstoornissen zijn een van de belangrijkste symptomen van schizofrenie. Daarom werd na de ontdekking van het FOXP2-gen vermoed dat dit gen een rol kan spelen bij de aanleg om schizofrenie te krijgen. Dit leidde tot een wetenschappelijk onderzoek, waarbij 186 patiënten met schizofrenie vergeleken werden met een controlegroep van 160 gezonde vrijwilligers. Daarbij werd vooral aandacht besteed aan de analyse van het nucleotide polymorfisme van het FOXP2-gen. Ontdekt werd dat er significante statistische verschillen waren aangaande het genotype (P=0,007) en de allel-frequenties (P=0,0027) tussen schizofrene mensen met auditieve hallucinaties en de controlegroep in de nucleotide polymorphisme rs2396753. Het resultaat suggereert dat het FOXP2-gen invloed op de vorming van schizofrenie kan hebben.

### Autisme
Geen enkele mutatie van het FOXP2-gen is direct gekoppeld aan autisme, maar het gen lijkt andere genen te reguleren, zoals het CNTNAP2-gen en MET-gen, die worden geassocieerd met deze stoornis.

## De werking van het FOXP2-gen

### Muizen
Bij muizen werden de exonen 12 en 13 van het FOXP2-gen uitgeschakeld (knock-out). Dit leidde dit tot ernstige verstoringen van de motorische functie, vroegtijdige sterfte en het niet kunnen begrijpen van geluiden die door echografie werden overgebracht. Dit laatste wordt gewoonlijk veroorzaakt wanneer de jongen van de moeder verwijderd worden. Toen een van de FOXP2-genen onderbroken werd, leidde dit tot slechts een geringe vertraging in de ontwikkeling van dieren. Daarentegen ontstond er wel een significant verschil in de communicatie via ultrasone geluiden. De proefdieren bleken ultrasone geluiden met een lagere toonhoogte dan normale muizen te produceren.
Bij het overbrengen van het menselijke variant van het gen in het muizengenoom vertoonden de gemodificeerde muizen een significante verbetering in het leervermogen. Dit zou kunnen wijzen op een verandering in de basale ganglia van de gewijzigde muizen. Bij de muizen traden verder abnormale veranderingen op in ganglioncellen van het stratum gangliosum van de gyri cerebellares van de kleine hersenen.

### Zebravinken

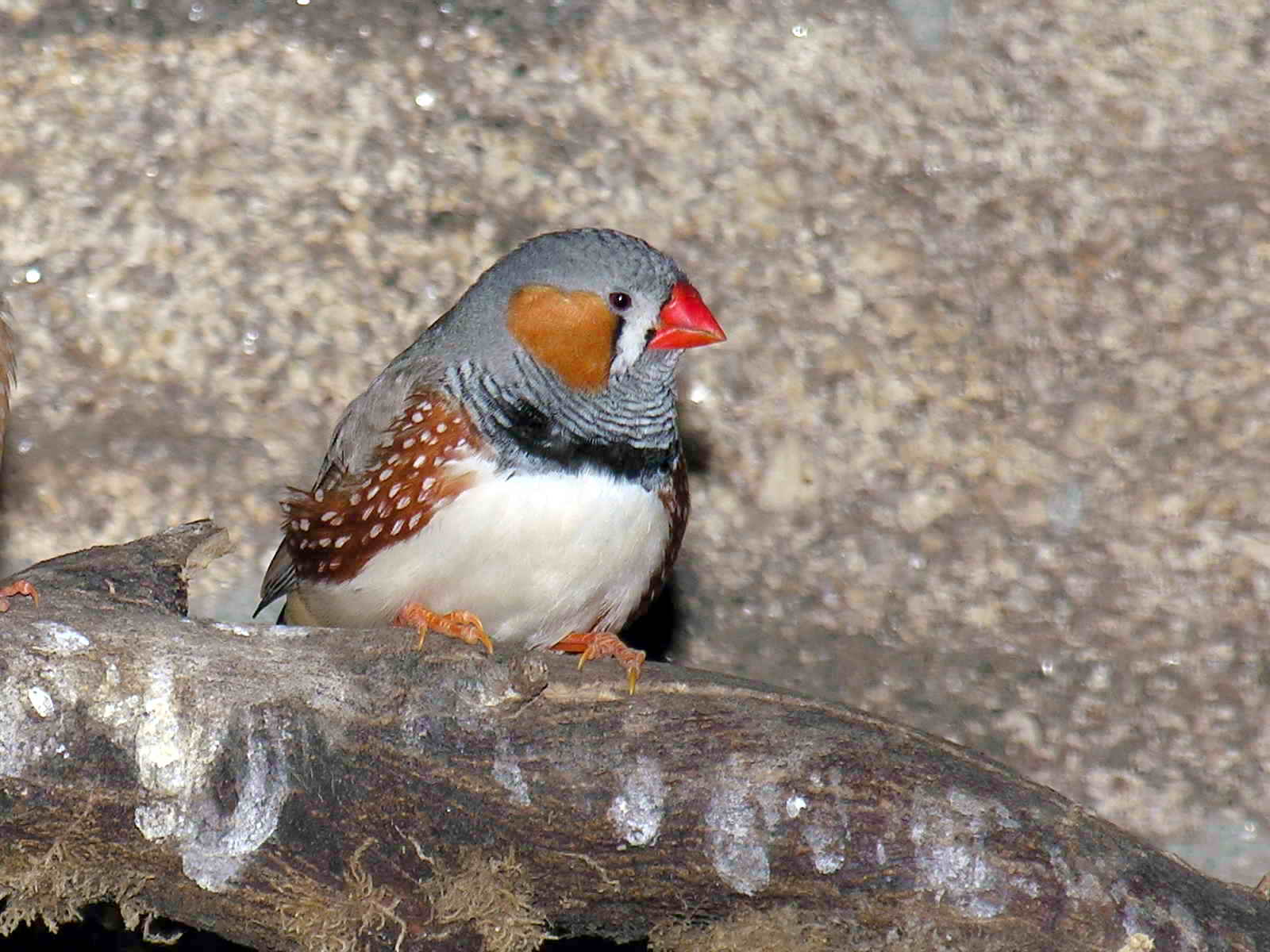
De zebravink (Taeniopygia guttata)

Zangvogels moeten hun gezang geleerd krijgen. Wanneer ze in isolatie los van hun soortgenoten opgroeien, blijven ze stom. Hetzelfde geldt voor de zebravinken (Taeniopygia guttata). Zebravinken leren zingen op een manier die lijkt op de wijze waarop mensen leren praten. Bij het leren van het gezang gebruikt ook de zebravink hiervoor verschillende hersengebieden, en heeft een gevoelige periode voor het leren. De neurobiologe Constance Scharff en haar teamleden uit Berlijn laten in een studie van 2007 zien dat deze zangvogels voor het aanleren van de zang ook identieke genen gebruiken als mensen. Met een RNA-virus werden de jonge zebravinken zo veranderd dat de expressie van het FOXP2-gen verminderde. Het FOXP2-gen is bij mensen betrokken bij het ontwikkelen van spraak. Mensen met een afwijking in het FOXP2-gen ondervinden problemen bij het spreken en het begrijpen van gesproken taal. De zebravinken die het met minder efficiënte, afgezwakte FOXP2-gen moesten doen ontwikkelden soortgelijke problemen. Het lukte ze niet om de door hun ouders voorgedragen liedjes goed na te zingen, en ze ontwikkelden ook geen eigen repertoire. Deze resultaten suggereren dat mensen en zebravinken ook hetzelfde moleculaire mechanismen gebruiken om spraak aan te leren.

## Evolutie van het FOXP2-gen

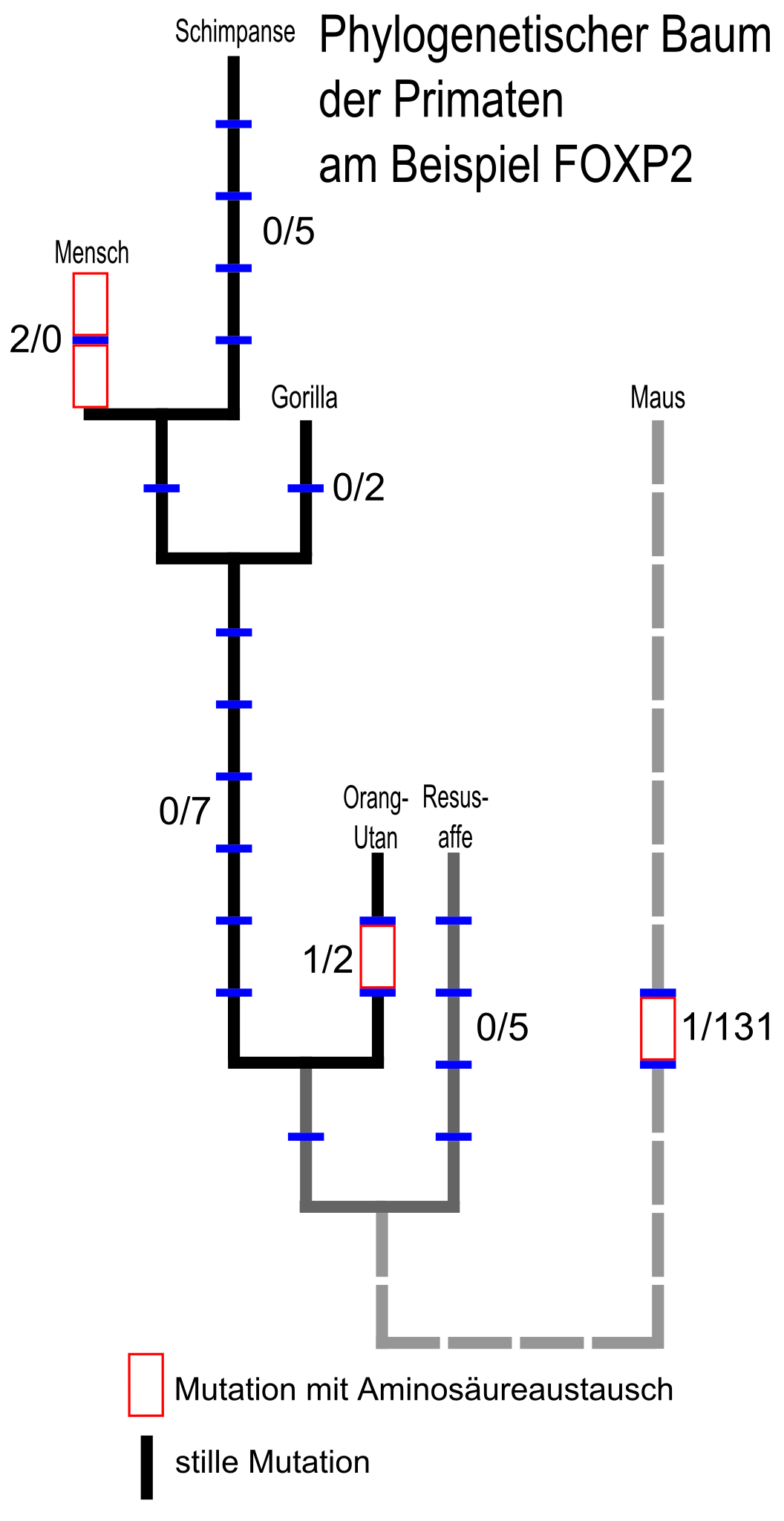
Stamboom van het FOXP2-gen bij de primaten, waarbij de muis als vergelijkingsgroep dient.
Het eerste cijfer van het getallenpaar geeft het aantal van de gewijzigde aminozuren (missense-Mutaties) aan, het tweede cijfer het aantal van de stille mutaties. Bij de stille mutaties veranderen zich weliswaar de basenvolgorde op het DNA, maar worden dezelfde aminozuren gecodeerd, waardoor deze mutaties geen grote selectiedruk ondergaan. In de regel zijn ze dan ook missense-mutaties. Dit geldt niet voor de ontwikkelingslijn van de mensen

### FOXP2 bij zoogdieren en andere gewervelde dieren
Het FOXP2-eiwit van de meeste zoogdieren wijkt van elkaar niet sterk af. Bij vogels, reptielen en vissen zijn er bijna identieke FOXP2-eiwitten aangetroffen. Een uitzondering hierop vormen de vleermuizen. De volgorde van hun FOP2-eiwit is wezenlijk anders. De gen-segmenten, die verantwoordelijk zijn voor het coderen van polyglutamine, zijn zeer mutatiegevoelig. Dit is ook waargenomen voor de polyglutaminegebied van het FOXP2-gen. Echter voor de functie van het FOXP2-eiwit speelt het polyglutaminestukje een zeer ondergeschikte rol. Zo wijkt onder meer het menselijk FOXP2-eiwit ortholoog slechts ten aanzien van drie aminozuren af van dat van de muis. De mensen zijn 40 miljoen jaar geleden evolutionair gezien van de muizen afgesplitst. De laatste gemeenschappelijke voorouder van chimpansees en mensen leefde ongeveer 4,6 tot 6,2 miljoen jaar. Van de drie aminozuurverschillen is er één bij de voorouders van de muis en pas na de scheiding tussen de mensen en chimpansees zijn de twee andere afwijkingen ontstaan. Het verschil tussen het menselijke FOXP2-eiwit en dat van de muis is groter, dan die tussen muis en orang-oetans. Daar wijkt het FOXP2-proteïne slechts ten aanzien van twee aminozuren af.
Ook het FOXP2-eiwit dat voorkomt bij de zebravinken lijkt sterk op die van de mens. Alleen zeven aminozuren verschillen van elkaar. De spreekvaardigheid van de mensen berust op een samenspel van anatomische en fijne motorische vaardigheden, waarover onder meer de mensapen niet beschikken.

### Vleermuizen
Terwijl Het FOXP2-gen van de meeste zoogdieren slechts in geringe mate van elkaar afwijken, laat dit gen bij de vleermuizen wezenlijke verschillen zien. De vleermuizen behoren tot de weinige gewervelde dieren dat over het vermogen beschikt om geluiden te leren.
De orde van de vleermuizen (Chiroptera) bestaat uit twee ondersoorten: de vliegende honden (Megachiroptera) en vleermuizen (Microchiroptera). Vleermuizen gebruiken echolocatie voor oriëntatie en het vangen van hun prooi. Daarom zijn de sensorisch-motorische vaardigheden bij deze dieren buitengewoon goed ontwikkeld. De ontvangst van het uitgezonden ultrasone geluid vereist een duidelijke auditieve en - afhankelijk van de vleermuis - orofaciale (mond) of nasofaciale (neus) coördinatie. Elke soort kan zijn eigen soort aan het geluid herkennen. De roep kan kort zijn of lang, gebruikmaken van weinig frequenties of van veel frequentie, alleen een basistoon gebruiken of ook met boventonen werken.
In tegenstelling tot de vleermuizen beschikken de vliegende honden niet over het vermogen van echolocatie.
Bij de vleermuizen vertoont volgens DNA-sequentering van de exonen 7 en 17 het FOXP2-gen de grootste variabiliteit. In de 13 vleermuizen zijn er wel 385 veranderingen in het DNA gevonden die geen verandering in een aminozuur in het eiwit gaven, en 44 veranderingen die tot een ander aminozuur in het eiwit hebben geleid. Binnen de vleermuizen zijn er dus in minder soorten meer dan dubbel van het aantal veranderingen in het eiwit aangetroffen. De structuur van het FOXP2-gen van de vleermuizen en de vliegende honden bleek significant van elkaar af te wijken. De gegevens suggereren dat de veranderingen van de FOXP2-genen in vleermuizen voor de evolutie van echolocatie een cruciale rol gespeeld hebben.

## FOXP2 bij de mens en neanderthaler
Met behulp van de paleogenetica is aanvankelijk berekend dat het menselijke FOXP2-gen 100.000 of maximaal 200.000 jaar oud is. De berekende periode valt samen met de zogenaamde verjaardag van de menselijke soort. De neanderthaler heeft zich ca. 300.000 tot 400.000 jaar geleden van de Homo sapiens afgesplitst. Dit evolutionaire tijdstip is dan ook aanzienlijk vroeger. Op grond hiervan zou men kunnen concluderen dat de neanderthaler niet over het menselijk taalvermogen beschikte. Deze opvatting werd in 2007 weerlegd toen het DNA van de neanderthaler gesequenteerd werd. Daarbij werd ontdekt dat het neanderthaler-FOXP2-gen identiek was aan dat van de moderne mens: zoals bij de mensen op positie 911 op exon 7 van het FOXP2-gen is bij de neanderthaler threonine geruild voor het asparaginezuur. Evenzo als bij de mensen is op positie 977 van het FOXP2-gen bij de neanderthaler serine vervangen door arginine. Volgens Svante Pääbo is er ...geen reden dat ze niet op dezelfde wijze als wij konden praten....